# Escuela de adultos
Una escuela de adultos es una escuela que en Cataluña depende del Departamento de Educación de la Generalidad y que ofrece gratuitamente a ciudadanos adultos desde cursos de alfabetización o de aprendizaje de la lengua hasta estudios de acceso a la universidad para mayores de veinticinco años.

## Oferta educativa
La oferta educativa de formación a adultos en las escuelas de adultos incluye:
- Cursos de alfabetización
- Enseñanzas de lenguas
- Informática (COMPETIC)
- Formación básica
- Educación secundaria para persones adultas
- Curso específico para el acceso a los ciclos formativos de grado mediano
- Preparación para las Pruebas de Acceso a la Universidad
- Actividades culturales

## Pruebas libres
- Pruebas libres para obtener el certificado de formación instrumental.
- Pruebas libres para obtener el título de graduado o graduada en educación secundària (GES).

## Educación de adultos
La educación de adultos comprende las actividades de aprendizaje que, en el marco de aprender a lo largo de toda la vida, permite que las persones adultas desarrollen las capacidades, enriquezcan los conocimientos y mejoren las competencias técnicas y profesionales. Esto hace que  participen personas con objetivos diferentes, como pueden ser obtener una titulación, actualizar contenidos o ampliar los conocimientos.

## Quién puede acceder
A todos los efectos pueden acceder en la educación de adultos las personas que hayan completo 18 años o bien que los cumplan durante el año natural en que se inicia la formación.
También pueden acceder las personas que cumplan como mínimo 16 años el año natural en el que empiecen la formación con las siguientes condiciones: 
- si tienen contrato laboral que los impida asistir en los centros educativos en régimen ordinario;
- si se encuentran en proceso de obtención de un permiso de trabajo;
- si son deportistas de alto rendimiento;
- si están cursando o han cursado los módulos obligatorios de los programas de calificación profesional inicial;
- si quieren cursar la formación para las pruebas de acceso a los ciclos formativos de grado medio

Al curso de formación específica para el acceso a los ciclos formativos de grado mediano pueden acceder las personas que tengan más de 17 años o bien que los cumplen durante el año natural en que inician el curso.

## Inscripción
El proceso de preinscripción en los centros de formación de adultos (CFA) de titularidad  pública se hace durante el mes de junio. Una vez hecha la preinscripción y se ha adjudicado la solicitud, hay que formalizar la matrícula en el centro que se haya asignado. Incorporación a lo largo del curso: los centros abren la matrícula periódicamente para las enseñanzas trimestrales y semestrales.

### Para realizar la inscripción es necesaria la documentación siguiente
- El documento que se requiere para matricularse en estas enseñanzas es el DNI, del cual hay que presentar original y fotocopia.
- Si se trata de personas extranjeras, hay que presentar original y fotocopia del pasaporte, del documento del país de origen que sustituye el DNI o de la tarjeta de residencia y del certificado de inscripción en el padrón municipal.
- Las personas mayores de 16 años y menores de 18 años tienen que presentar una solicitud de autorización de inscripción y su fotocopia del documento  de identificación, la autorización y la fotocopia del documento identificativo del padre o de la madre o del tutor legal del menor y la documentación que acredite la causa alegada para la inscripción.
- Para la inscripción a las enseñanzas de la educación secundaria, a efectos de posibles convalidaciones, hay que presentar la documentación justificativa (original y fotocopia) de los estudios cursados.

## Evaluación inicial
La evaluación inicial consiste en una entrevista para conocer los antecedentes académicos del alumno, las competencias, los objetivos y las disponibilidades y, si procede, en el caso de los alumnos de las enseñanzas de la educación secundaria, en una prueba que  permite acreditar los conocimientos previos.

## Enseñanza de lenguas
Las enseñanzas de lenguas tienen como objetivo que las persones destinatarias puedan adquirir el grado de competencia mínima en las áreas indicadas para desarrollarse en la sociedad actual. Las enseñanzas de lenguas son los siguientes : a) Lengua catalana (y aranés en el Valle de Aran) b) Lengua castellana c) Lengua extranjera: inglés y francés.

## Informática
Estas enseñanzas tienen como objetivo facilitar la adquisición de la competencia digital, entendida como la combinación de conocimientos, habilidades y actitudes en el ámbito de las tecnologías de la formación y la comunicación (TIC) para desarrollar en la sociedad actual.

## Formación Instrumental
Esta formación incluye el aprendizaje de la lectura, la escritura y el cálculo numérico elemental.

## Educación secundaria para las persones adultas
El alumnado que no logra los objetivos obtiene el título de graduado o graduada en educación secundaria obligatoria. Este título se obtiene : a) asistiendo en los centros de formación de adultos y logrando los objetivos; b) en los centros de formación de adultos que son puntos de apoyo del Instituto Abierto de Cataluña (IOC).

## Curso específico para el acceso a los ciclos formativos de grado medio
Estos estudios permiten a las personas que lo superen el acceso directo a los ciclos de grado medio de formación profesional inicia. En el caso de las enseñanzas profesionales de artes plásticas y diseño, permiten la exención de la parte común de la prueba de acceso. En el caso de las enseñanzas deportivas, la exención de la prueba de acceso de carácter general. 

## Preparación para las pruebas de acceso
Estas enseñanzas tienen como finalidad preparar para la prueba de acceso a un ciclo formativo de formación profesional, de artes plásticas y diseño o de enseñanzas deportivas o a la universidad a aquellas personas que no tienen los requisitos académicos para acceder:
- preparación para la prueba d‘acceso a ciclos formativos de grado mediano;
- preparación para la prueba de acceso a ciclos formativos de grado superior;
- preparación para la prueba de acceso a la universidad para más grandes de 25 años.

Las pruebas libres permiten obtener el certificado de formación instrumental (CFI), y el título de graduado o graduada en educación secundaria (GES). El Departamento de Enseñanza convoca las pruebas libres dos veces  al año. Estas convocatorias se hacen públicas y se  puede pedir información al teléfono de atención ciudadana 012, a los servicios territoriales del Departamento de Enseñanza y al Consorcio de Educación de Barcelona. Se pueden consultar los modelos de las pruebas y la información que se  refiere en el apartado de pruebas del web del Departamento de Enseñanza.

### Pruebas libres para obtener el certificado de formación instrumental
Las pruebas de los certificado de formación instrumental son de caracteres global y contienen las diversas áreas del currículum de la formación instrumental que establece la normativa vigente.

### Pruebas libres para obtener el título de graduado o graduada en educación secundaria (GES)
Las pruebas para obtener el título de graduado o graduada en educación secundaria obligatoria se estructuran en tres ámbitos, que contienen las diferentes áreas del currículum que establece la normativa vigente: ámbito de la comunicación; ámbito científico-tecnológico y ámbito social. 